# Doce lunas de miel
Doce lunas de miel és una pel·lícula hispano-portuguesa de comèdia romàntica dirigida per Ladislao Vajda amb un guió de José Santugini basat en la novel·la homònima de Luisa-María Linares. Es tracta de la primera col·laboració entre Vajda i Santugini, que es repetirà durant molts anys. Fou estrenada al Cine Capitol de Madrid el 20 de gener de 1944.

## Sinopsi
Jaime és un inventor a qui li acaben de rebutjar un projecte per manca de suports. Julieta és una aspirant a actriu sense expectatives de futur. Ambdós es troben a les escales giratòries d'un hotel amb donya Flora, una dona tres cops vídua i milionària excèntrica que vol regalar 40.000 pessetes a dotze parelles que es casin aquell dia. Convençuts per ella, fingeixen ser parella per poder fer realitat els seus projectes. Tres anys després Julieta ha triomfat a Hollywood, on és pretesa pel guionista Harry i el galà Douglas. Torna a Espanya i descobreix que Jaime no ha tingut sort amb el seu invent i treballa de majordom. Donya Flora organitza una trobada de les dotze parelles tres anys després per veure com els ha anat. Ells mantenen la comèdia i hi van.

## Repartiment
- Antonio Casal... 	Jaime
- Milú... 	Julieta
- Raúl Cancio... 	Míster Douglas
- María Brú... 	Doña Flora
- Ramón Elías ... 	Harry
- Ana María Campoy ... 	Kitty

## Premis
Va obtenir el tercer premi als Premis del Sindicat Nacional de l'Espectacle de 1944.